# Ford E-Serie
Die Ford-E-Serie ist eine Modellreihe von Kleintransportern (engl. full-size vans) der Marke Ford, die nur in Nordamerika angeboten wurde. Ältere Versionen wurden auch als Econoline oder Club Wagon bezeichnet. Die E-Serie war ab 1980 der meistverkaufte Van in den USA (168.722 Verkäufe 2007). Die Motorisierungen waren deutlich stärker als bei europäischen Transportern, so gab es die letzte Generation ausschließlich mit V6-, V8- und V10-Motoren mit bis zu 227 kW.
Ab 2013 wird die Modellreihe nach und nach von der Ford-T-Serie ersetzt, parallel aber noch bis Ende 2013 produziert. Seit 2014 wird die E-Serie nur noch als Cutaway-Chassis (Chassis mit Fahrerkabine) angeboten und dient vor allem den Herstellern von Sonderaufbauten wie Wohnmobilen, Schulbussen, Feuerwehrwagen, Krankentransportern etc. als Basis.

## 1. Generation (1961–1967)
Die erste Serie wurde 1961 als Ford Econoline eingeführt und gehört in die Klasse der Compact Vans, die nach dem Vorbild damaliger europäischer Kleintransporter (VW-Bus, erster deutscher Ford Transit) konzipiert sind. Der Econoline ist als Frontlenker gestaltet und hat, wie der erste Kölner Ford Transit, den Motor im Innenraum hinter der Vorderachse. Jedoch war der Motor, amerikanischen Ansprüchen entsprechend, deutlich größer als bei damaligen europäischen Transportern. Der Econoline wurde ausschließlich von Sechszylinder-Reihenmotoren mit einem Hubraum von 2400 bis 3900 cm³ angetrieben.

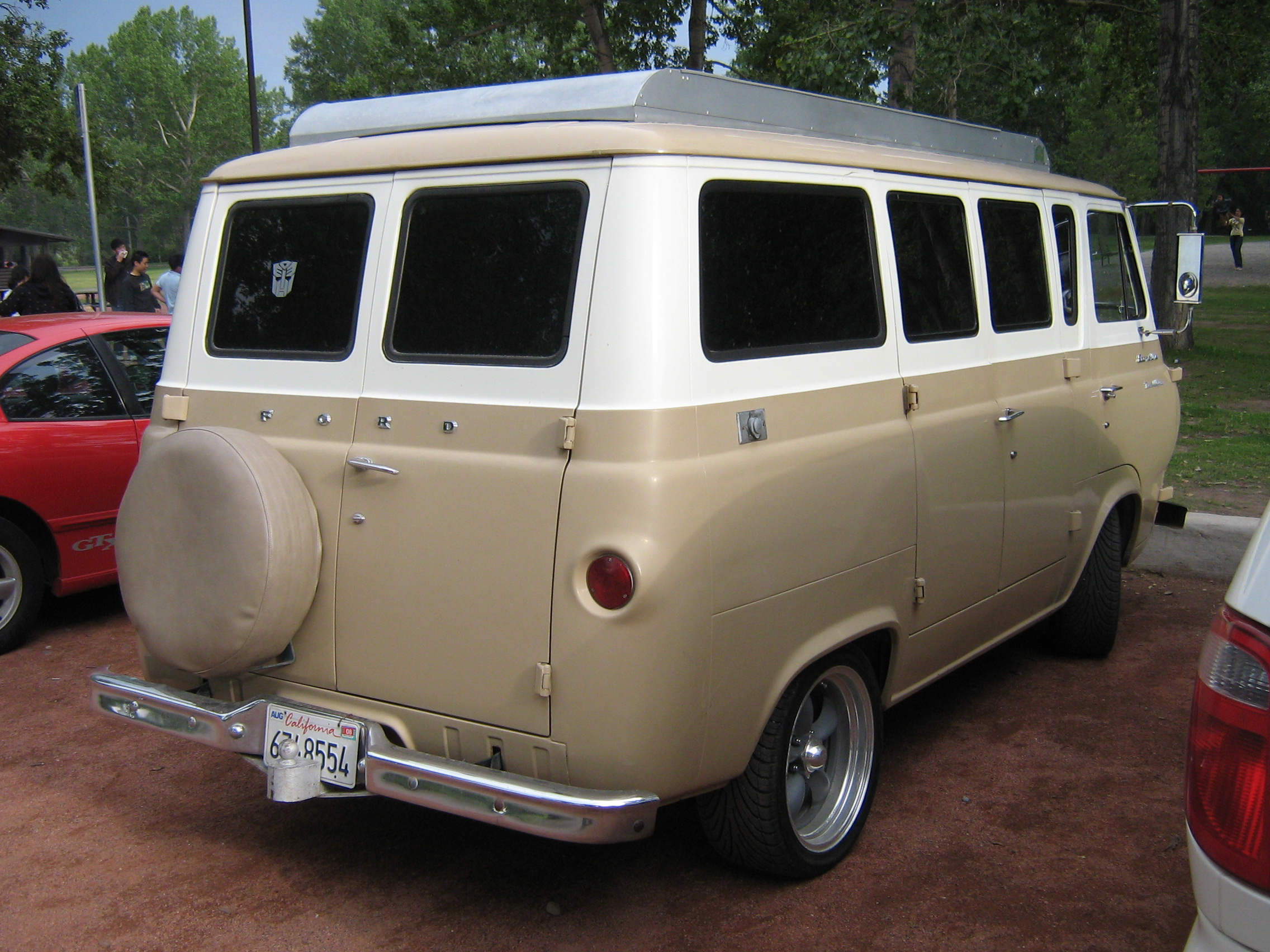
Heckansicht
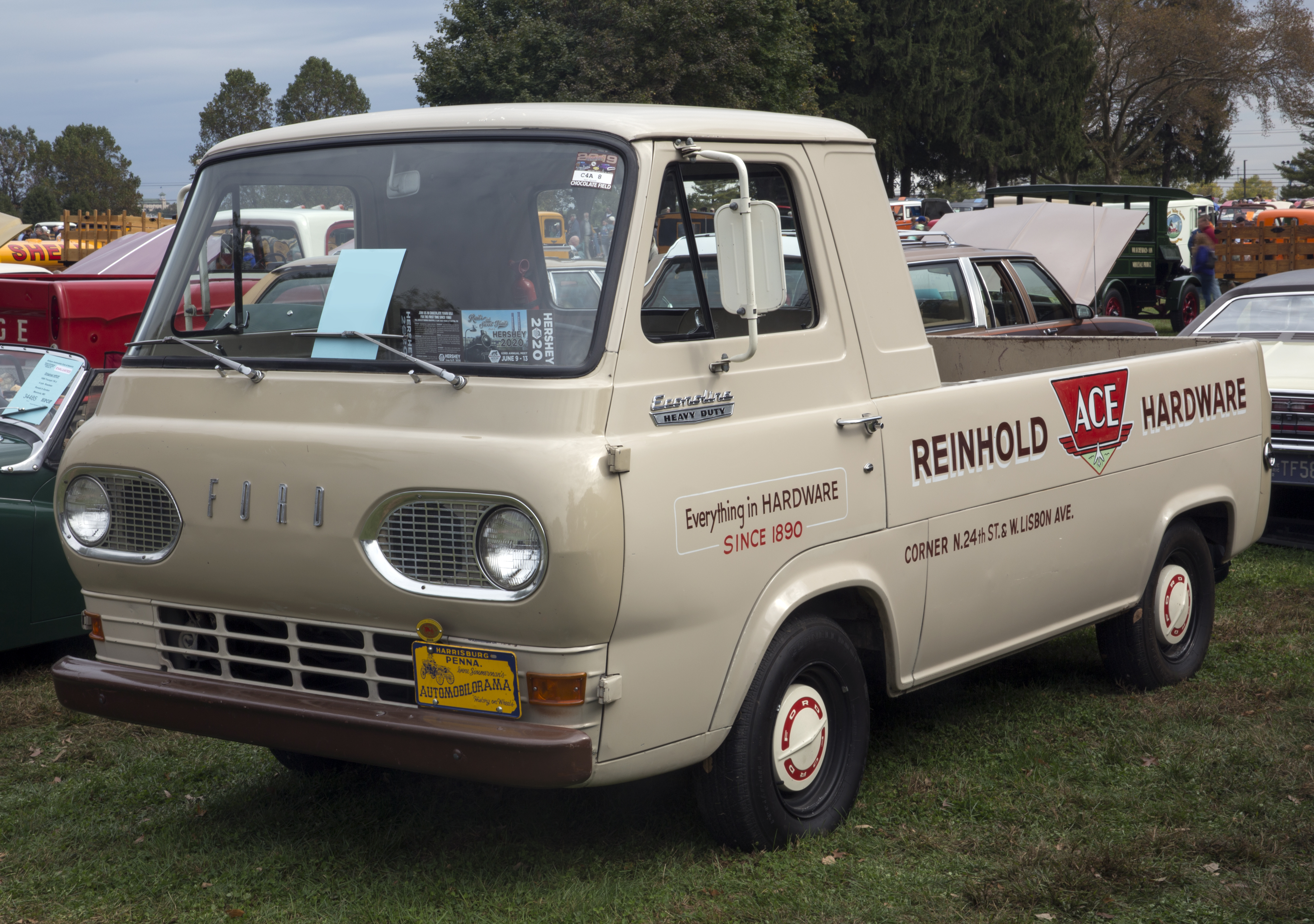
Pick-Up

## 2. Generation (1968–1974)
Die zweite Generation wurde von 1968 bis 1974 angeboten. Im Vergleich zum Vorgänger war sie deutlich gewachsen und der Econoline zählte damit zu den full-size vans. Wichtigste Änderung war die Verlegung des Motors nach vorne, wie es 1965 schon beim europäischen Ford Transit gemacht worden war. Das neue Modell konnte nun auch, amerikanischen Wünschen entsprechend, mit einem V8-Motor ausgestattet werden.

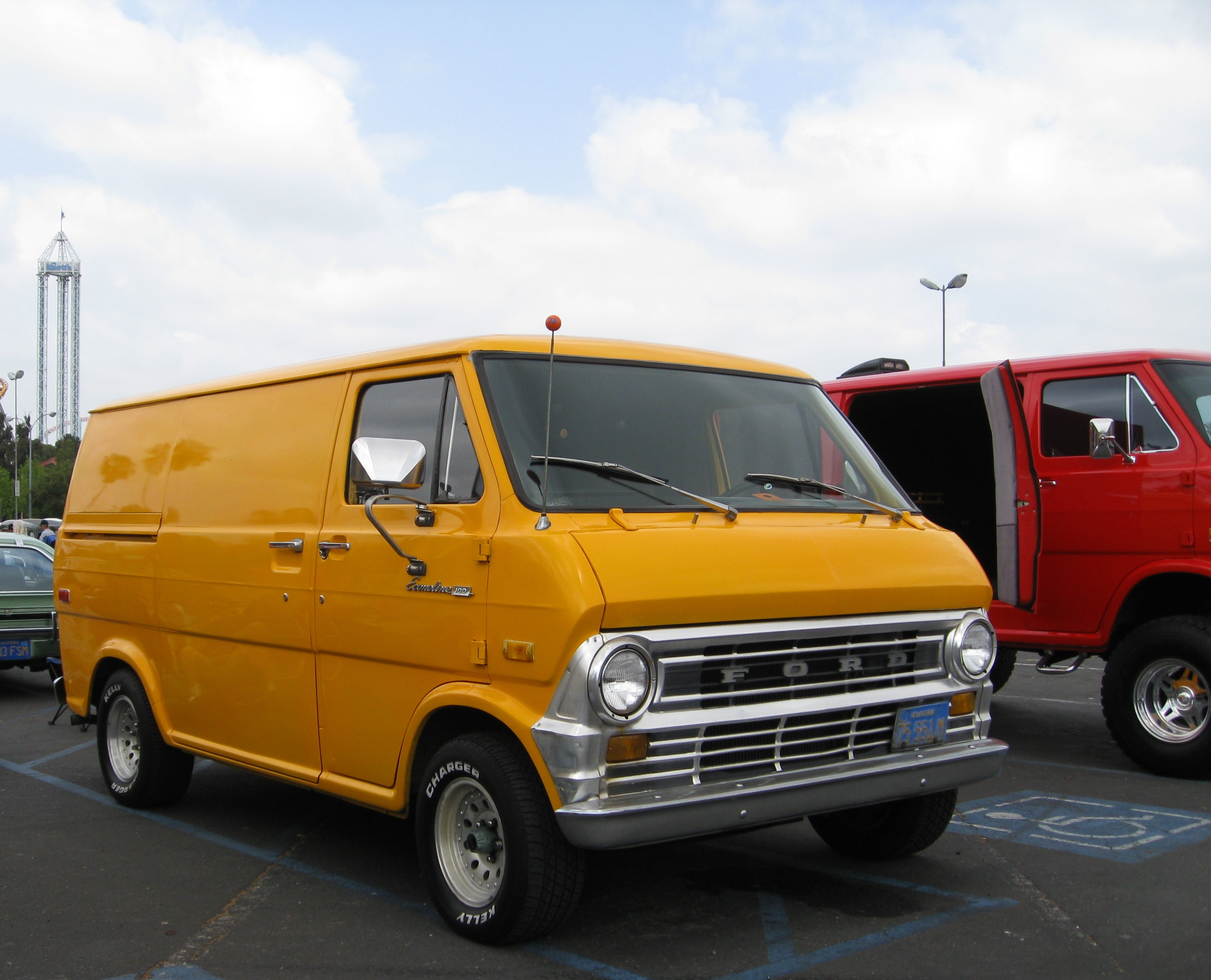
Kastenwagen
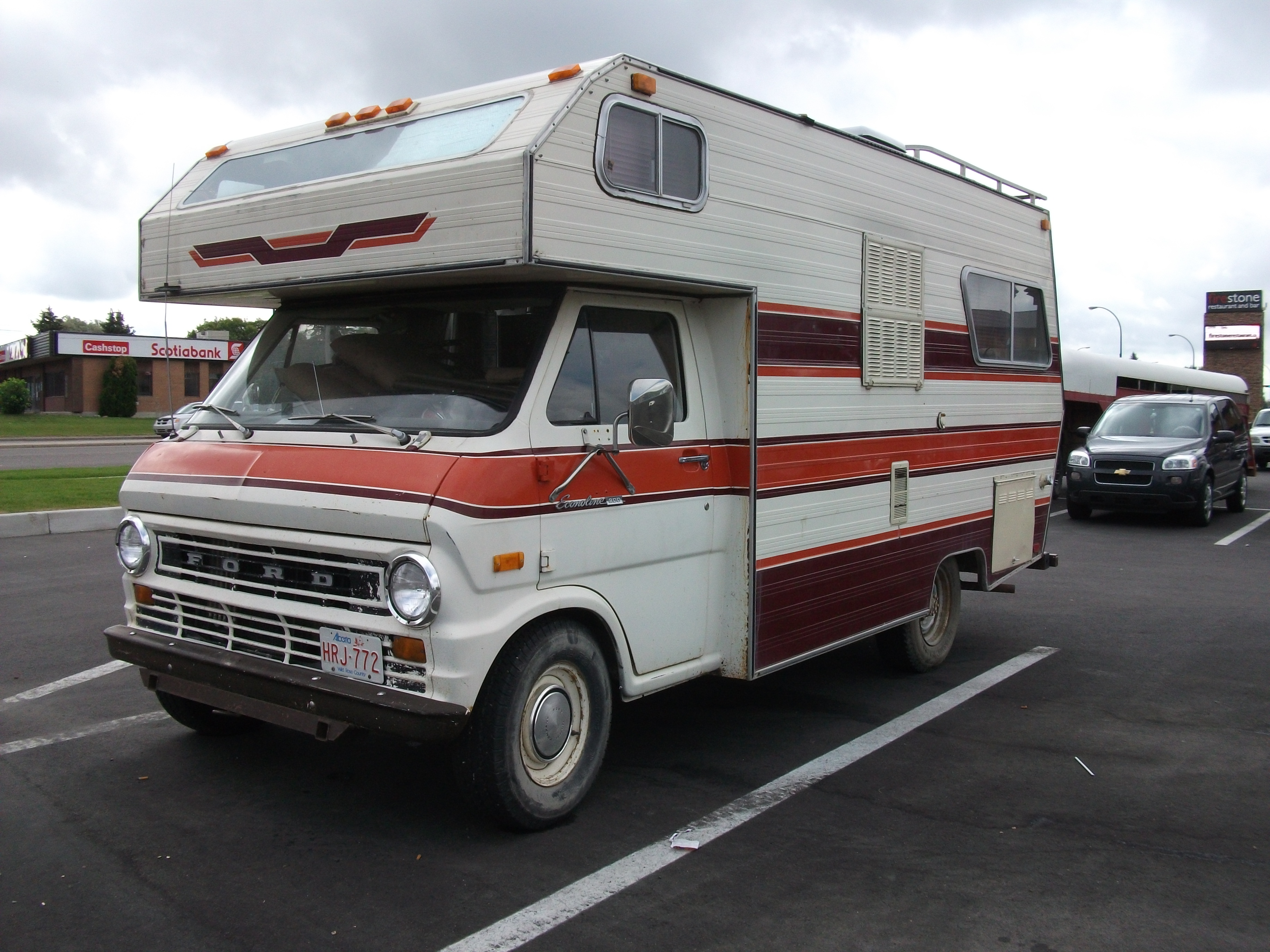
Wohnmobil

## 3. Generation (1975–1991)
1975 wurde die dritte Generation eingeführt. Zum ersten Mal war damit auch eine Variante mit Allradantrieb verfügbar. Das Modell blieb bis 1991 auf dem Markt. Es gab zwei kleine Facelifts (1979 und 1983).

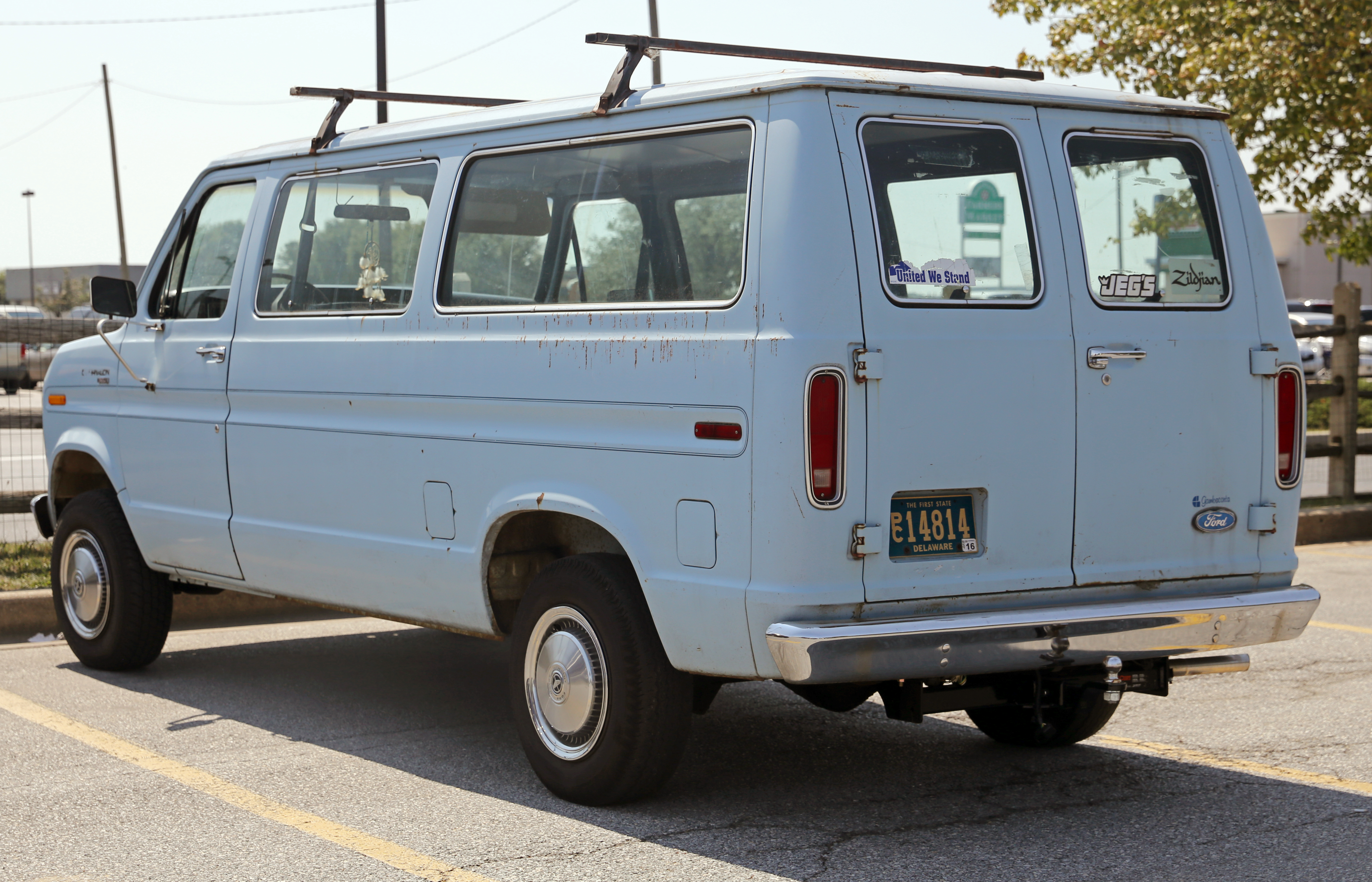
Heckansicht
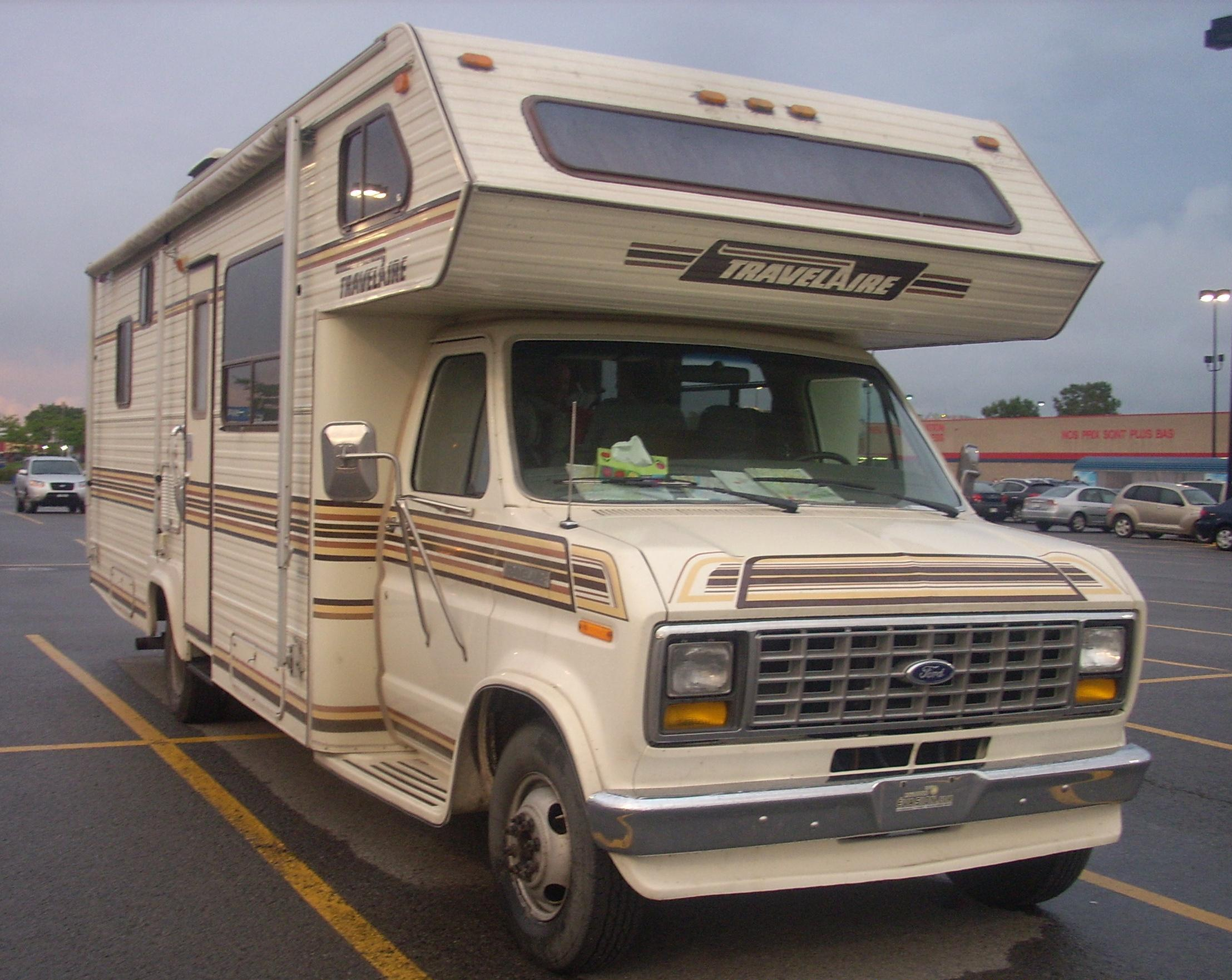
Wohnmobil
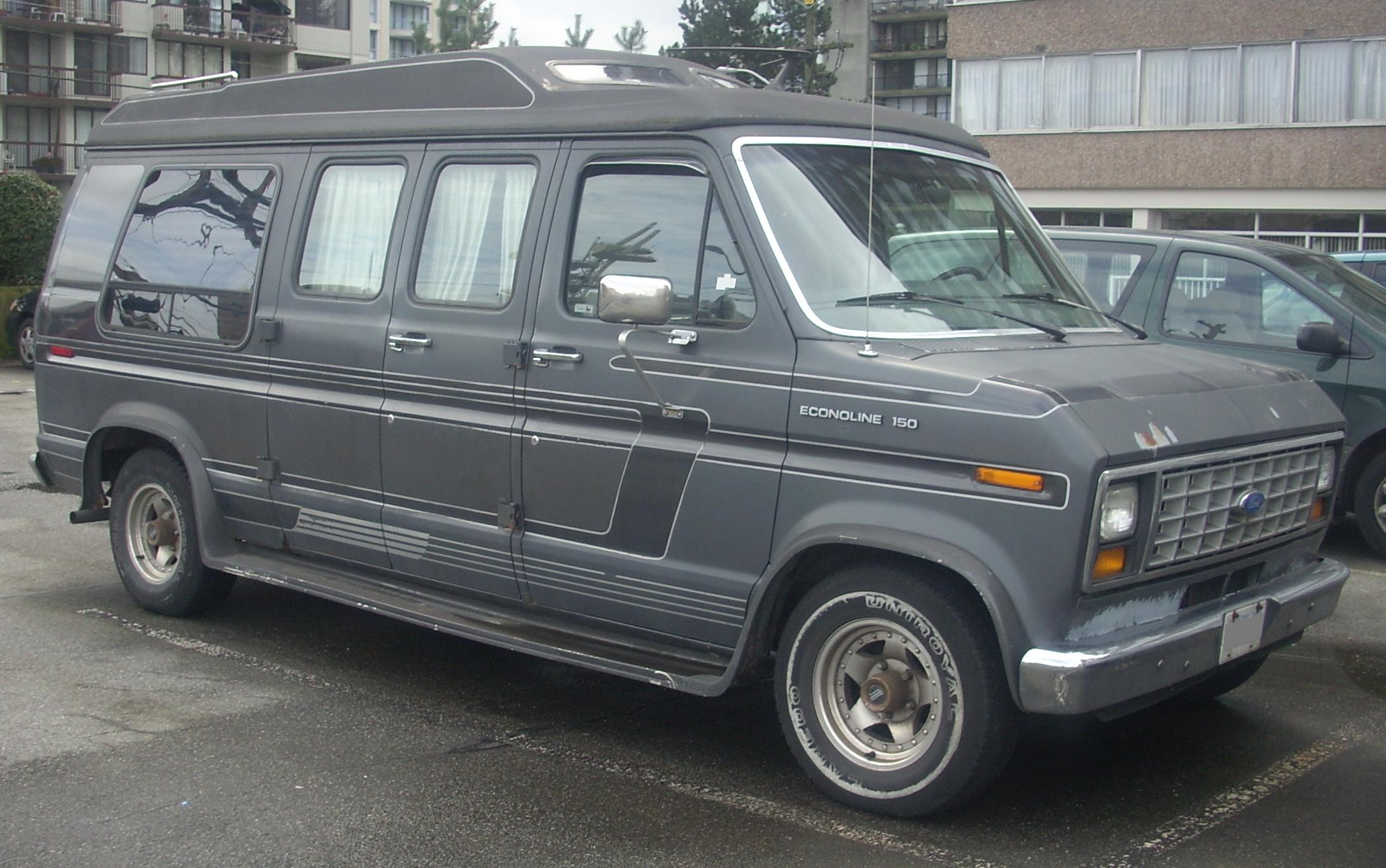
Conversion Van
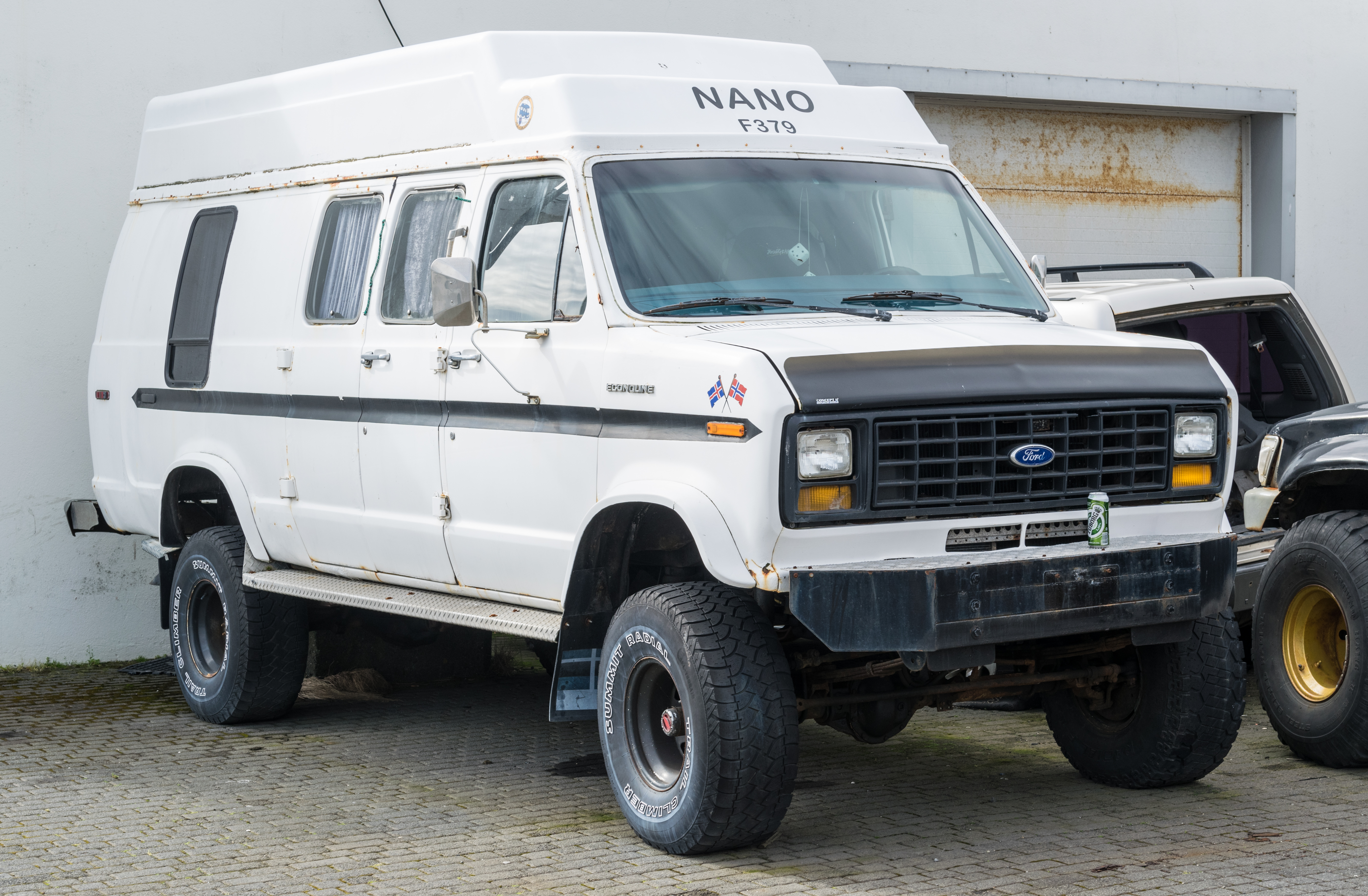
Bus auf Island

## 4. Generation (seit 1992)

### 1992 – 2013
Die vierte und bis 2013 angebotene Generation der E-Serie dominierte als Kombi mit 15 Sitzplätzen den dortigen Markt. Aufgrund der Modellbezeichnungen wie E-350 oder E-450 war der Econoline schon als E-Serie bekannt, ab 2001 wurde er auch von Ford so bezeichnet.
Das Leergewicht wird mit 2165 kg angegeben.
Im März 2007 wurde die neue E-Serie des Modelljahres 2008 vorgestellt. Die Front war wie beim Super Duty neu gestaltet.
Im Zuge dieses Facelifts wurde der 7-sitzige Club Wagon ersatzlos gestrichen.
Seit 2014 ersetzt der Ford Transit den Ford E als Van in Nordamerika.

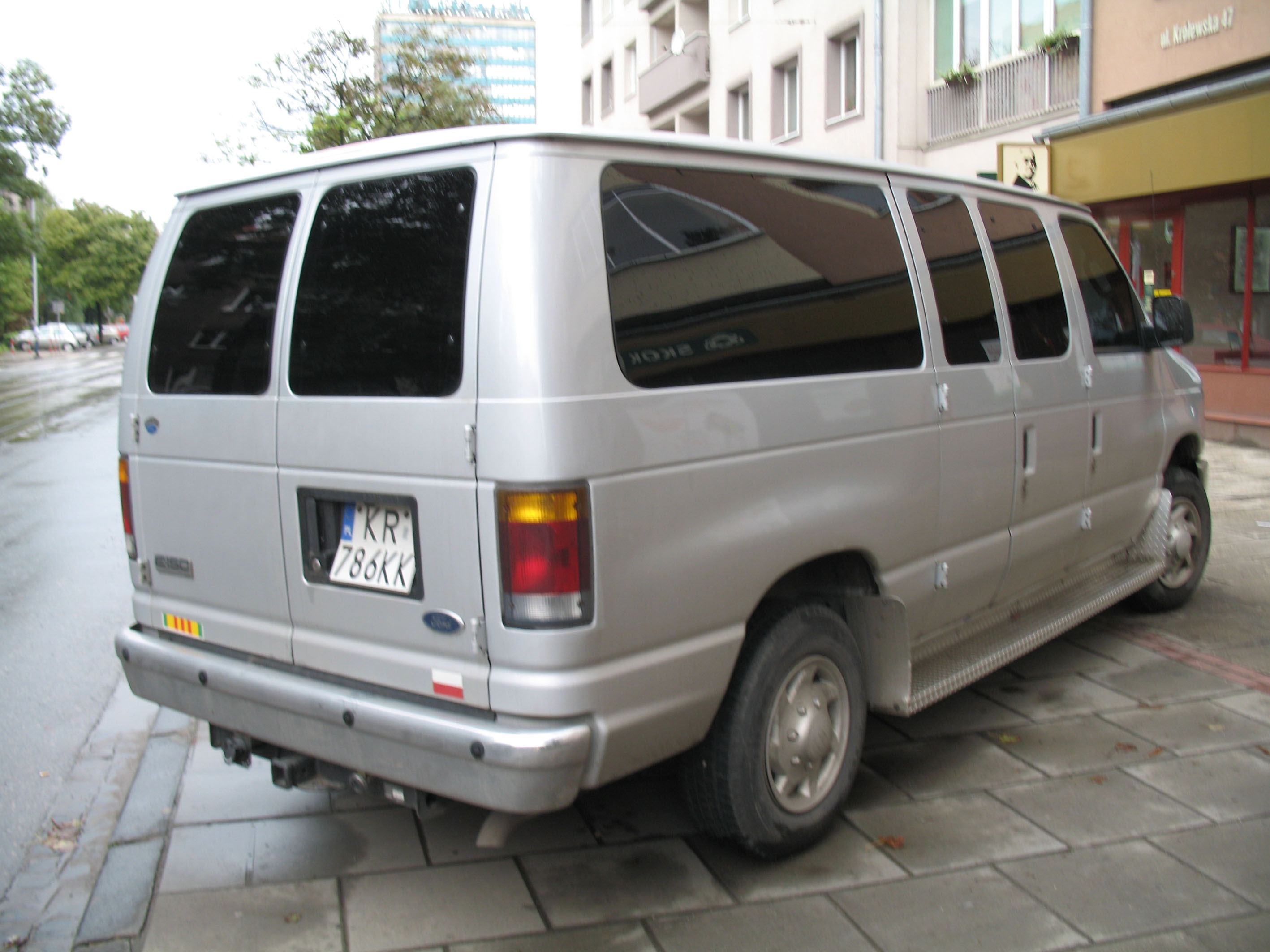
Heckansicht
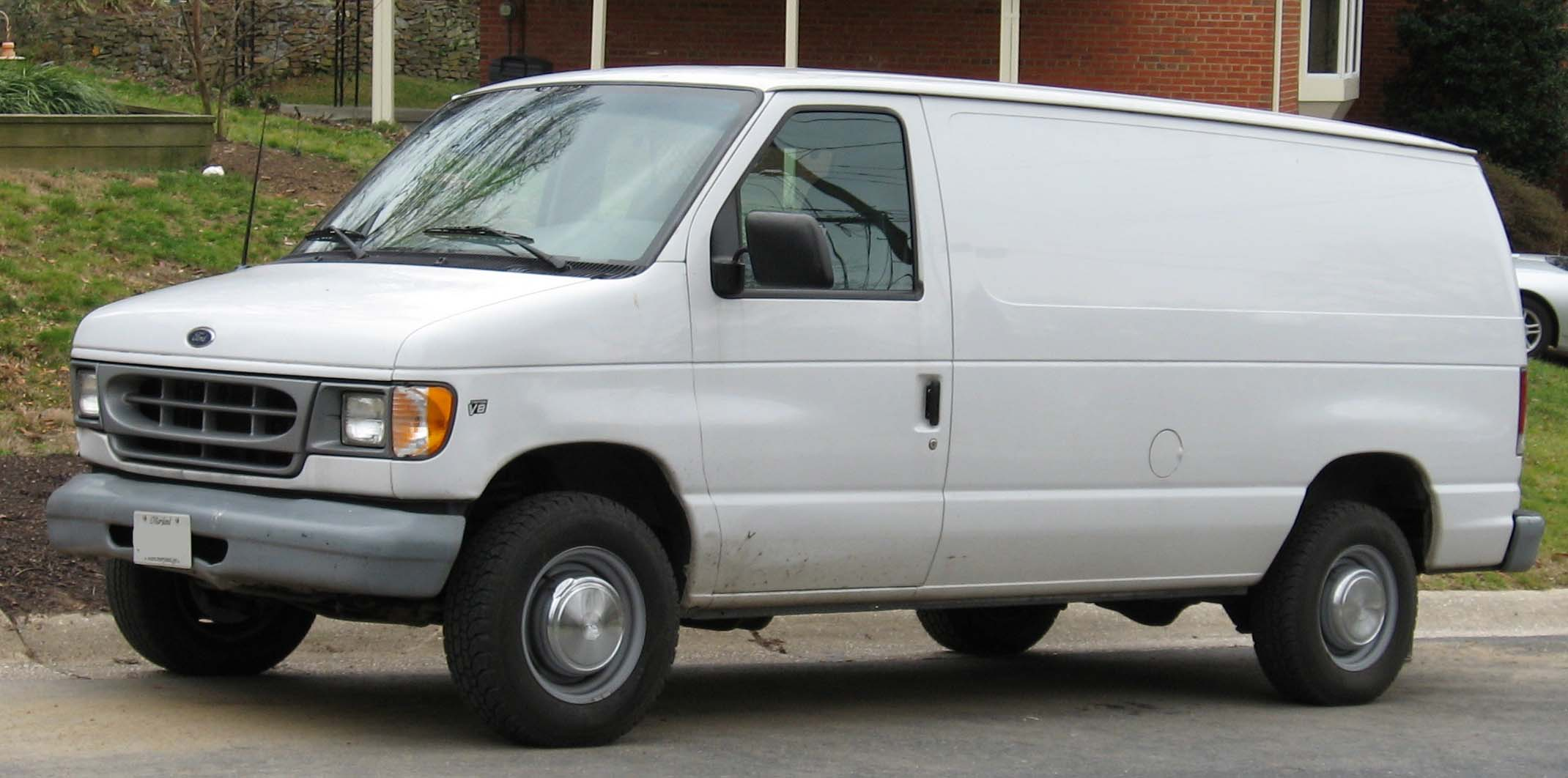
Ford Econoline Kastenwagen (1992–2003)
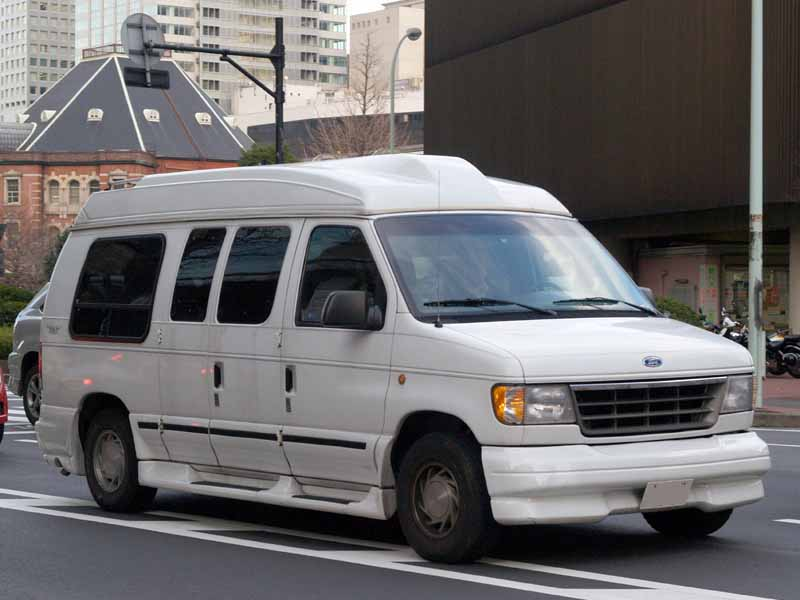
Als Conversion Van
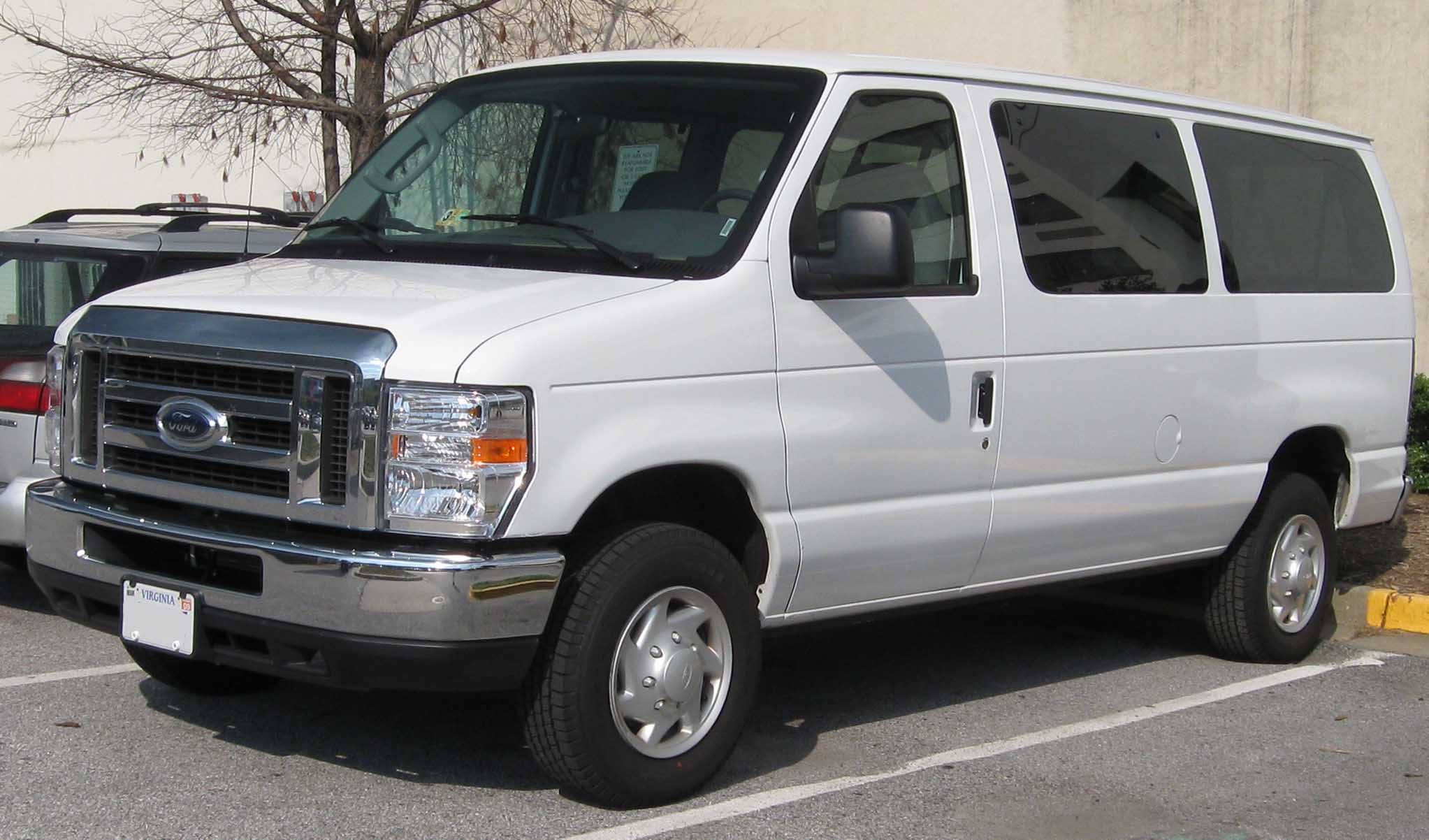
Ford-E-Serie-Kombi (wagon) von 2008
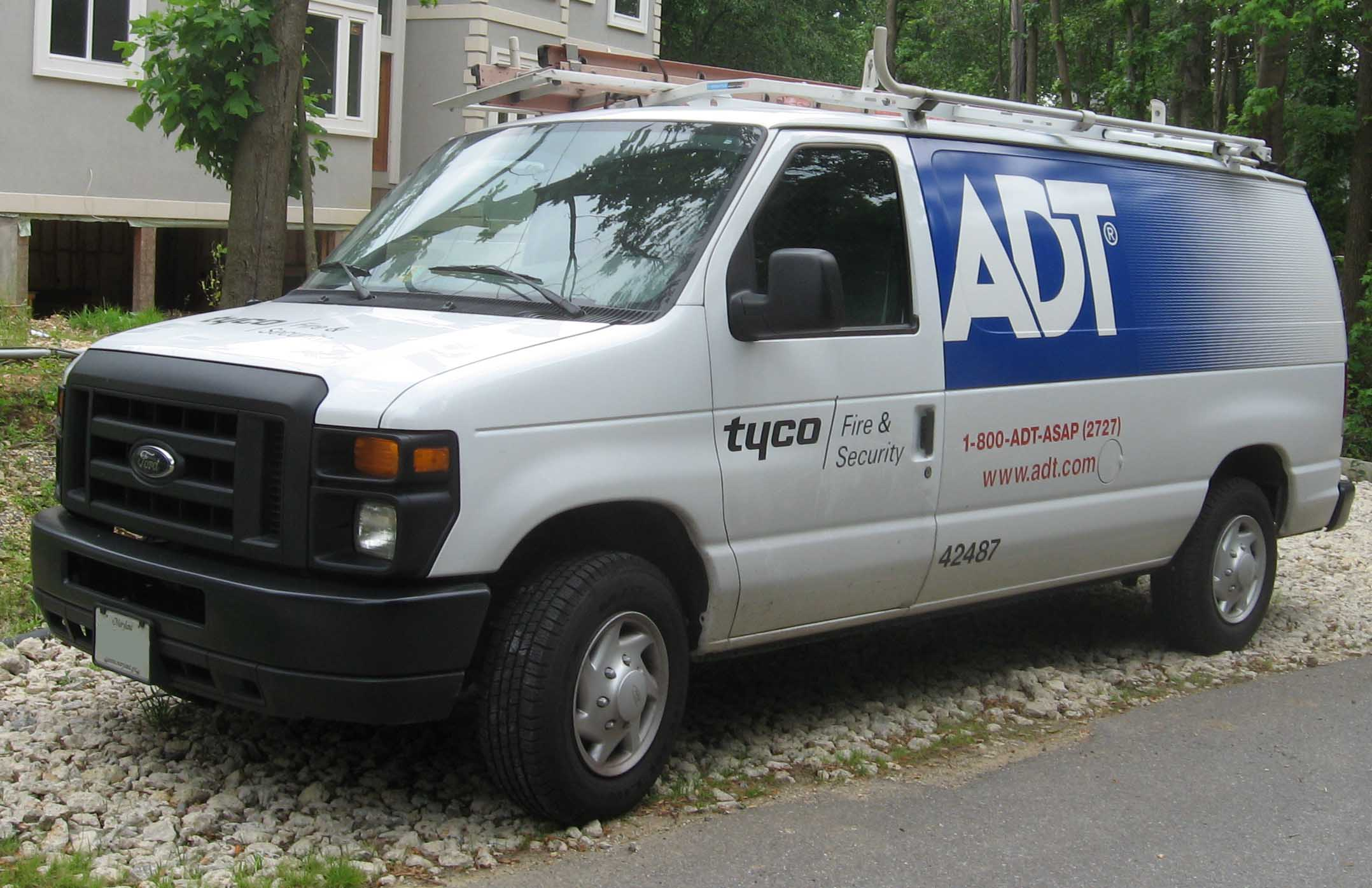
Ford-E-Serie-Kastenwagen (van) von 2008
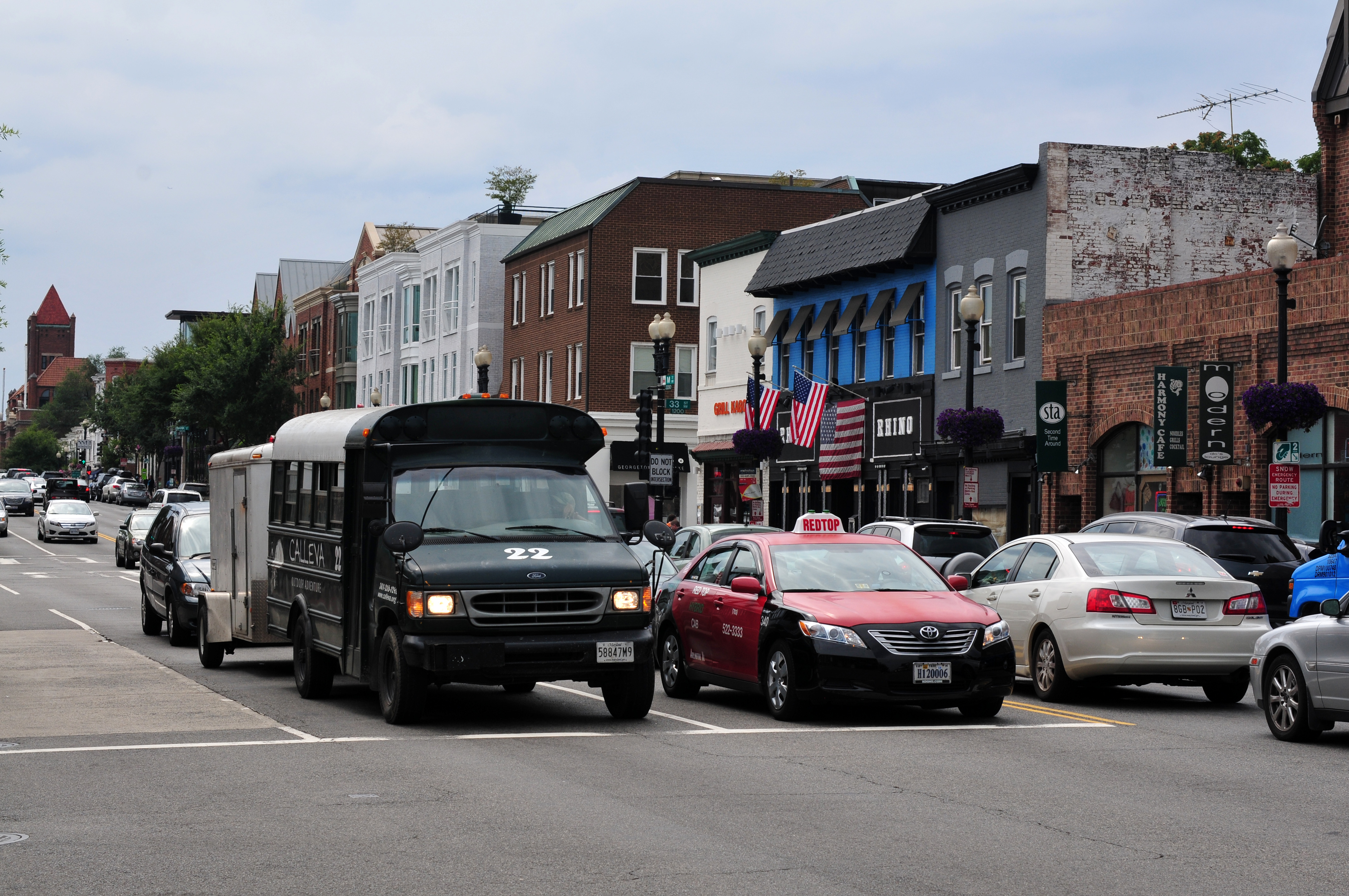
Ford E als Kleinbus
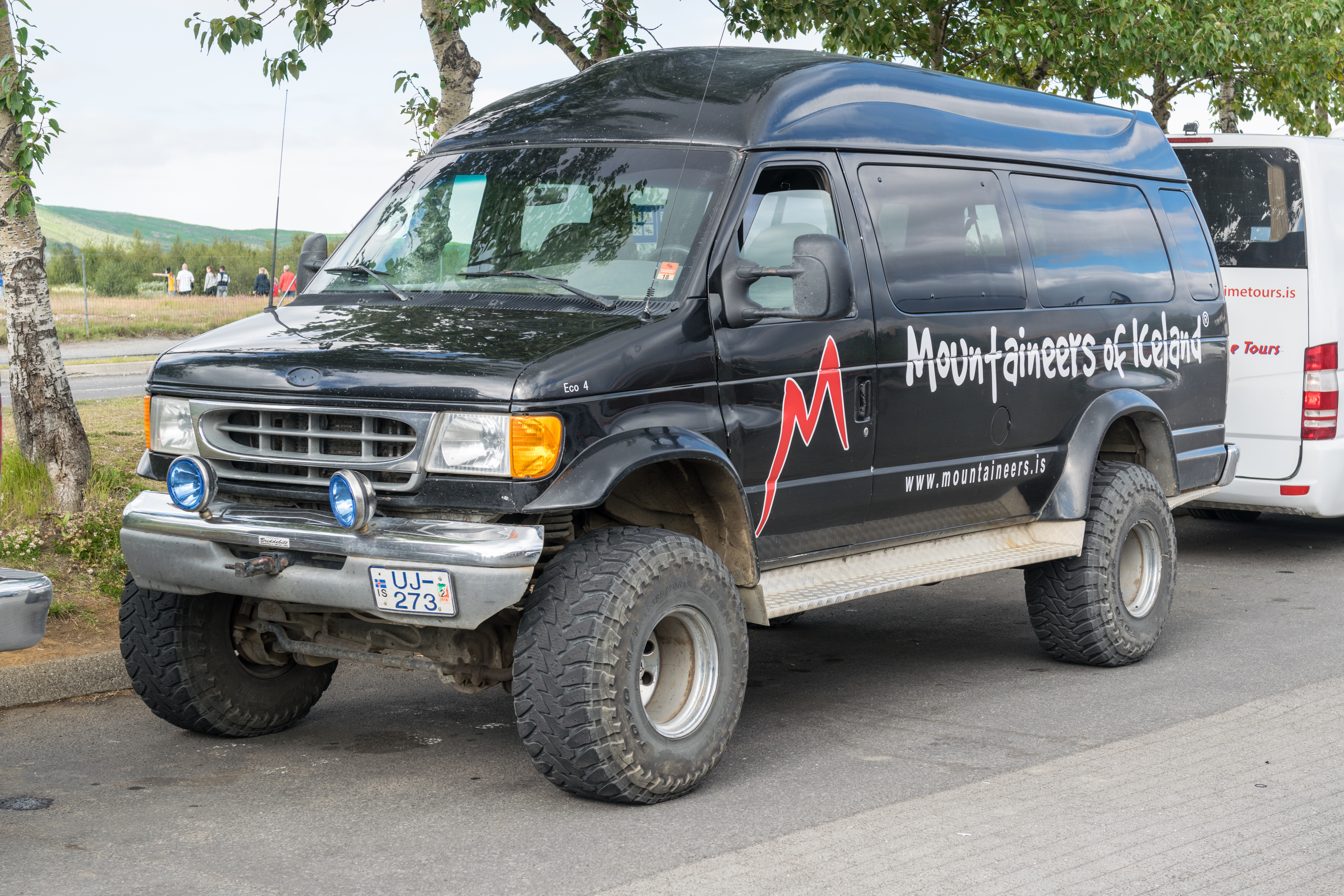
Geländewagen auf Island

### 2014 – 2020
Mit dem Modelljahrgang 2014 nahm Ford die E-Serie mit den Cargo- und Passagier-Aufbauten zu Gunsten des 2013 in den USA neu eingeführten Transit aus dem Programm. Da die E-Serie im Vergleich zum Transit jedoch eine erheblich höhere Zuladung, sowie bis 8'6" / 2,59 m breite, sog. Wide-Body-Aufbauten ermöglicht, blieb sie in Form der E-350-/E-450-Cutaway-Chassis, sprich mit Fahrerkabine aber ohne Aufbau, weiterhin im Programm. Diese E-350-/E-450-Cutaway-Chassis basieren auf einem leicht optimierten Fahrwerk der 4. Generation. Zum Einsatz kamen nur noch Ottomotoren, ein 6,2-l-V8-Flex-Fuel- sowie der Triton-V10-Motor mit 6,8 l Hubraum.
2016 wurde das 5-Gang-TorqShift-Automatikgetriebe durch das 6-Gang-TorqShift-Automatikgetriebe ersetzt, die Leistung des 6,8-l-Triton-V10-Motors wurde zu Gunsten eines höheren Drehmoments etwas reduziert (Leistung neu maximal 305 bhp / 227,5 kW mit einem maximalen Drehmoment von 420 lb.ft. / 569 Nm).
Für Sonderaufbauten bot Ford den Herstellern von Wohnmobilen, Feuerwehrfahrzeugen, Schulbussen oder Krankenwagen speziell zugeschnittene Ausstattungs-Pakete an und gegebenenfalls konnte der Radstand bis auf 220" / 5588 mm verlängert werden. Auch der Anbau von Kupplungen für Anhängelasten bis zu 10.000 lbs (4536 kg) war möglich.
Das E-350-Chassis war weiterhin als Single-, wie auch als Dual-Rear-Wheel erhältlich, das E-450-Chassis als Dual-Rear-Wheel.
Die Fahrerkabine wird laufend technisch angepasst und bietet analog der F-Serie eine entsprechende Ausstattung an. Die Frontverblendung konnte entweder verchromt oder in schwarzer Kunststoffausführung bestellt werden.

### Seit 2021
Da die Cutaway-Chassis (mit Kabine) und die Stripped Chassis (ohne Kabine) der E-Serie nach wie vor preislich und von der möglichen Zuladung (zulässiges Gesamtgewicht E-450 14500 lbs / 6525 kg) her eine gefragte Basis für die Hersteller von Sonderaufbauten wie Wohnmobile, Schulbusse etc. bilden, entschloss sich Ford, beim Modelljahrgang 2021 auch die E-350- und E-450-Chassis mit dem neuen, stärkeren, aber verbrauchsärmeren 7,3-l-V8-Motor (445 ci) aus der F-Super-Duty-Serie auszurüsten und den in die Jahre gekommenen 6,8-l-Triton-V10-Motor zu ersetzen. Bereits im Frühjahr 2020 wurden die ersten Fahrzeuge mit diesem Motor ausgeliefert.
Das neue 7,3-l-V8-Aggregat (2-Ventil-OHV-Layout, Grauguss-Motorgehäuse, Alu-Zylinderköpfe, Bosch Multicore MG1CS019) leistet in der „Premium“-Version 350 bhp / 261 kW und verfügt über ein maximales Drehmoment von 468 lb-ft / 635 Nm. Die verbrauchsärmere, bei gleichem Hubraum leistungsreduzierte, CNG-taugliche Version „Economy“ (300 bhp / 224 kW; 425 lb-ft / 576 Nm) rundet das Angebot nach unten ab. Weiterhin wird das 2016 eingeführte 6-Gang-TorqShift-Automatikgetriebe verbaut.
Das äußere Erscheinungsbild der Kabine des Cutaway-Chassis bleibt nahezu unverändert und nach wie vor werden Ausstattung und Instrumentierung aus der F-Super-Duty-Serie übernommen. Für den Aufbau von Wohnmobilen, Feuerwehrfahrzeugen, Schulbussen, Sanitätsfahrzeugen etc. werden von Ford weiterhin speziell zugeschnittene Pakete angeboten.
Mit den optional erhältlichen Sicherheitsausrüstungen wie einem adaptiven Tempomat, Spurwechselassistent, Lane-Assist etc. wird zudem heutigen Anforderungen Rechnung getragen.